# Guewenheim
Guewenheim je občina v departmaju Haut-Rhin francoske regije Alzacija.
Leta 2011 je v občini živelo 1.326 oseb oz. 155 oseb/km².